# Москва — Третій Рим

Герб Російської імперії

Москва — Третій Рим (рос. Москва — Третий Рим) — російська теологічна і політична концепція, яка стверджує, що Москва є наступницею Римської імперії.
Православний чернець Філофей Псковський, головний ідеолог великого князя Василія Івановича, близько 1500 року сформулював світоглядну і політичну доктрину «третього Риму», яка мала потужний вплив на історію християнської цивілізації сходу Європи і центру Євразії, країн Русі Київської і Московії. Втім фактично запозичив ідею Фома тверського, що 1453 року (коли впав Константинополь) склав «Схвальне слово великого князя Бориса Олександровича», що обґрунтував тезу, що Твер — Третій Рим і Другий Константинополь.
Згідно старця Філофея, історія світового православ'я і православного царства складається з трьох основних періодів: перший Рим (де Рим — осередок православ'я і столиця Римського царства перших століть, знищений єретиками, папістами-латинянами), другий Рим (Константинополь або Царгород як осередок православ'я і столиця Ромеї, знищений турками-мусульманами) і третій Рим (Москва як духовний осередок православ'я і отже потенційна столиця майбутньої імперії, молодого царства Руського, єдиного православного царства тогочасного світу). Після цього на думку Філофея людство ввійде в останній етап своєї історії перед кінцем історії і Страшним Судом, адже «четвертому Риму не бувати» («два убо Рима падоша, а третій стоит, а четвертому не быти»).
Спочатку ідеологема «Москва — Третій Рим» замінила собою ідеологему «Москва — Другий Київ» і стала смисловою основою месіанської світоглядної концепції періоду формування Московської централізованої держави, а також постає прологом усієї російської філософії історії. Пізніше ідея російського месіанства отримає нову форму та почне розвиватись на основі нової парадигми — в системі філософських побудов щодо відношення Росії до Заходу у зв'язку з пошуком власних шляхів у світовій історії. Таким чином ідея Філофея почне доповнюватись новими сюжетами, отримувати додаткову аргументацію та нову інтерпретацію. Саме тому, зазначена ідеологема стає системоутворюючою для філософської та суспільної думки в цілому.

## Підґрунтя
Формальним ґрунтом для висунення цієї доктрини було одруження другим шлюбом московського правителя великого князя Івана III на племінниці останнього візантійського імператора Констянтина XI — Софії Палеолог. Візантійська імперія мала тоді неабиякий культурний, релігійний та політичний вплив на всю середньовічну Східну Європу. З ближнього оточення Софії Палеолог походили ідеї, що сформулював в своєму посланні старець Філофей. Однак дослідники підмічають, що формально Софія не мала прав на Константинопольський престол, бо походила з «бокової гілки» Палеологів, тобто не була прямим нащадком візантійського імператора. Рушійним мотивом появи тези про 3-й Рим була боротьба князів московських за цесарський (імператорський, царський) титул, та за домінацію князівства московського серед інших східнослов'янських князівств, васалів Золотої Орди.

## Генеза
Генеза власне теорії «Третього Риму» має значно давніше походження, вона пережила довгу й складну еволюцію. Початки її пов'язані з історією другого Болгарського царства, яке претендувало на роль спадкоємця Візантійської Імперії після здобуття Константинополя католиками-хрестоносцями у 1204 році. Відповідно центр православ'я із сплюндрованої візантійської столиці мав бути перенесений до іншого, «незайманого» місця — на роль якого тоді претендувала болгарська столиця Тирново. У 1263 році хрестоносців з Константинополя вигнали і Візантійська імперія була відновлена. Але ідея і надалі жила в середовищі болгарських інтелектуалів. Про неї знову згадали після захоплення Константинополя мусульманами-турками у 1453 році. Проте створити «православну альтернативу» на теренах Болгарії вже було неможливо — її османи захопили раніше. Певний час плекали надії перетворити на «новий Царгород» або ж «третій Рим» Київ — особливо після того, як митрополитом київським став болгарин Григорій II, а звідти ідея потрапила до Новгорода, князем якого став брат київського князя Семена Олельковича Михайло, та сусіднього Пскова. За кілька десятиріч концепція «третього Рима» (з відповідними змінами) була засвоєна у Заліссі — Твері та Москві.
Концепція Філотея в її остаточному оформленні («Москва — Третій Рим, а четвертому не бути») стає в середині 16 ст., за царювання Івана IV Ґрозного, популярною у колах московського уряду й Церкви. Московські книжники того часу, під керівництвом митрополіта Макарія, пов'язували особу царя не тільки з Візантією, але й зі старим Римом (походження московської династії «від Авґуста цісаря»). Теорія «Третього Риму» була повторена в акті утворення Московського патріархату («Уложенная Грамота» 1589). Занедбана під час Смути поч. 17 ст., вона відродилася за царя Олексія Михайловича й патріарха Нікона, зокрема по приєднанні України 1654 року, і, хоч не стала офіційною урядовою доктриною, мала великий вплив на політику Московської держави й Церкви і здобула собі широку популярність у другій половині 17 ст., від вищих сфер уряду й Церкви до опозиційних кіл населення, зокрема серед т. зв. розкольників — старообрядців (писання М. Добриніна-Пустосвята, «Соловецька чолобитна» тощо). Тим самим вона стала основою й дороговказом національної ідеології й імперіалістичної політики Росії на майбутнє. Впливи й відгуки теорії «Третього Риму» були помітні в російській літературі й публіцистиці 18 — 19 ст.

## Наступні трансформації

### Слов'янофільство
- див. окрему статтю Слов'янофільство

«Слов'янофільство» — великодержавницька концепція та монархічна доктрина Російської імперії. Як офіційна державна ідеологія існувала у виді популярної формули: «самодержавіє, православіє, народність», що була сформульована російським міністром освіти графом С. С. Уваровим під час царювання Миколи І Романова і була підґрунтям абсолютистської російської держави та її зовнішньої експансії.

### «Російський світ»
«Російський світ» — церковна за формою, але за думкою оглядачів та аналітиків геополітична за своєю суттю концепція, котру висунув в своїй програмній промові 3 листопада 2009 московський патріарх Кирило та повторив її в Одесі під час візиту в Україну в 2010 році. Після історичних невдач доктрин «Третього Риму» та слов'янофільства, що були розраховані спочатку на весь християнський, а потім на слов'янський світ, «російський світ» («гундяєвщина») орієнтована лише на східнослов'янські країни Східної Європи — тобто на Україну та Білорусь і водночас веде РПЦ до ізоляції.
Ідеями «Російського світу» користаються як виправданням для відродження Російської імперії.

## Виноски
1. ↑  Новикова Л. И. Три модели развития России / Л. И. Новикова, И. Н. Сиземская. — М. : ИФ РАН, 2000. — 272 с
2. ↑  Олексій Мустафін. «Третій Рим» на берегах Дніпра.  Загублена спадщина останніх київських князів. Київ24. 2024-02-05.
3. ↑  Выступление Святейшего Патриарха Кирилла на торжественном открытии III Ассамблеи Русского мира / Патриарх / Патриархия.ru. Патриархия.ru (рос.). Архів оригіналу за 30 грудня 2019. Процитовано 30 грудня 2019.
4. ↑  Єпископ Євстратій: Москва — третий Рим? — video.oboz.ua
5. ↑  Ілюзія «Третього Риму». tyzhden.ua (укр.). Архів оригіналу за 30 грудня 2019. Процитовано 30 грудня 2019.
6. ↑  «А Росія – лучше всєх». tyzhden.ua (укр.). Архів оригіналу за 30 грудня 2019. Процитовано 30 грудня 2019.